# Рассел, Саймон, 3-й барон Рассел из Ливерпуля
Саймон Гордон Джаред Рассел, 3-й барон Рассел из Ливерпуля (англ. Simon Gordon Jared Russell, 3rd Baron Russell of Liverpool; родился 30 августа 1952 года) — британский наследственный пэр и политик.

## Биография
Родился 30 августа 1952 года. Старший сын достопочтенного Лэнгли Гордона Хаслингдена Рассела (1922—1975) и Килоран Маргарет Говард (род. 1926), внук и преемник Эдварда Рассела, 2-го барона Рассела из Ливерпуля (1895—1981). Его дед по материнской линии — член парламента от консервативной партии сэр Артур Говард (1896—1971). Рассел также является правнуком бывшего премьер-министра Великобритании Стэнли Болдуина.
Он получил образование в школе Чартерхаус (Годалминг, графство Суррей), Тринити-колледже Кембриджского университета и в INSEAD (Фонтенбло, Франция).
Со смертью своего деда Эдварда Рассела, 2-го барона Рассела из Ливерпуля, он унаследовал титул барона Рассела из Ливерпуля 8 апреля 1981 года. Он стал наследником титула, так как его отец, единственный сын Эдварда Рассела, 2-го барона Рассела из Ливерпуля, скончался ещё в 1975 году.
Потеряв своё место в Палате лордов в соответствии с Законом о Палате лордов 1999 года, он вернулся в качестве избранного наследственного пэра на дополнительных выборах в декабре 2014 года.

## Семья
В 1984 году Саймон Рассел женился на итальянке, докторе Джильде Альбано, уроженке Салерно. У супругов трое детей:
- Достопочтенный Эдвард Чарльз Стэнли Рассел (род. 2 сентября 1985), старший сын и наследник отца.
- Достопочтенная Леонора Мария Килоран Рассел (род. 1987)
- Достопочтенный Уильям Фрэнсис Лэнгли Рассел (род. 1988)

Барон Рассел проживал в Ливерпуле и Чешире. В настоящее время (по состоянию на декабрь 2014 года) он жил в Лондоне. Предполагаемым наследником титула является его старший сын, достопочтенный Эдвард Чарльз Стэнли Рассел.

## Комментарии
1. ↑  Родство которого с герцогами Бедфордскими и графами Рассел не прослеживается.
2. ↑  Родстао которого с самым известным родом Говардов — герцогами Норфолкскими — не прослеживается.